# Jorge Pereyra Díaz
Jorge Rolando Pereyra Díaz (La Rioja, Argentina; 5 de agosto de 1990) es un futbolista argentino que juega de delantero para el Bengaluru Football Club de la Superliga de India.

## Trayectoria

### San Román
En sus inicios, Pereyra Diaz se formó como futbolista en el club San Román en la segunda división del fútbol de la provincia de La Rioja de donde es oriundo, donde comenzó a mostrar las condiciones que en el 2007 lo llevaron a probarse en Ferro Carril Oeste de Buenos Aires. 

### Ferro
Realizó todas las divisiones inferiores en el club de Caballito. De cara al Campeonato de Primera B Nacional 2008-09 fue convocado junto con Federico Lértora a entrenarse con la primera división, siendo que en su primer partido de práctica convirtió un gol. Después de eso participó del equipo de reserva y se entrenaba con la primera disputando los partidos de prácticas para ambos. En enero del 2009 fue convocado por primera vez a una pretemporada. Fue convocado a integrar el banco de suplentes en la vigésimo primera fecha del campeonato contra Platense, siendo que debuta como profesional al ingresar a los 40 minutos del segundo tiempo en lugar de Lucas Nanía, no convirtió goles en los 5 minutos que tuvo en cancha. En total ingresaría en 3 ocasiones más desde el banco llegando a disputar 4 partidos en los que no convirtió goles ni recibió amonestaciones en un total de 44 minutos jugados.
De cara al Campeonato de Primera B Nacional 2009-10 seguía en Ferro Carril Oeste que contaba con nuevo técnico, Jorge Ghiso, que e su primer entrevista habló bien de Pereyra Díaz. Si bien siguió intgrando el plantel profesional y practicando en este periódicamente disputaba partidos con la reserva o con las inferiores dado que por delante tenía delanteros de mucho renombre como César Carignano haciendo que estuviera relegado en los partidos, en total integró el banco de suplentes en 5 ocasiones, y sólo disputó un partido el 29 de septiembre del 2009 siendo titular por primera vez y completando 70 minutos en los que no convirtió goles y termina reemplazado por Matías Díaz.
Comienza la temporada de cara al Campeonato de Primera B Nacional 2010-11 con la novedad de que César Carignano se marchó a Atlético de Rafaela, siendo que la competencia en el ataque se daría entre Jorge, Ezequiel Carballo, Oscar Altamirano, Gonzalo Abán y Mauricio Germi siendo que todos comienzan desde el inicio la pretemporada. Posteriormente se suma Facundo Sava en la que sería su última temporada. Tras la lesión de Abán que lo maginas por un tiempo Ezequiel Carballo y Oscar Altamirano se quedan con la titularidad siendo Pereyra Díaz el primer reemplazante. En la tercera fecha se produce el debut de Jorge al ingresar a los 21 minutos del segundo tiempo en lugar de Ezequiel Carballo En la primera mitad de campeonato disputó sólo 7 partido, saliendo en casi todos desde el banco, pero los buenos desempeños le consiguieron la posibilidad de arrancar como titular en el último partido del año, partido en el que convierte su primer gol como profesional. En la segunda mitad del campeonato disputó 15 partidos más siendo que 11 de estos fueron como titular tras haberse ganado el puesto. En total terminaría marcando 5 goles en 22 partidos jugados con un total de 1236 minutos.
Ya para el Campeonato de Primera B Nacional 2011-12 se proyecta como delantero titular y continúa con la evolución de su juego. Firma la renovación de su contrato, al que le quedaban sólo 6 meses, por 3 años más hasta el 30 de junio del 2014. Comienza como titular desde la primera fecha en la que no convierte goles. En total disputaría 36 partidos en los que convertiría 4 goles y recibiría 11 tarjetas amarillas en un total de 2568 minutos disputados.
Comienza el Campeonato de Primera B Nacional 2012-13 con negociaciones entre el club y Pereyra Díaz por la mejora de su contrato y promesa de ventas. Pero tras un arranque flojo de campeonato se pusieron de acuerdo y Jorge planteaba que tras el acuerdo sólo tenía en mente entrar a los partidos y rendir, declaró; “Mi meta es hacer entre 15 ó 20 goles” En diciembre el Club Atlético Lanús realiza una oferta de U$D 300.000 por el 100% del pase ante el Juzgado que entendía sobre la quiebra de Ferro, esto sin pasar por el Órgano Fiduciario que llevaba el día a día del club, mientras Jorge seguía disputando partidos y era llevado a la pretemporada de mitad de campeonato y en febrero el club decidió su continuidad hasta mitad de año mínimo, mientras Lanús analizaba la posibilidad de comprarlo y cederlo, pero el jugador y su representante no quería. Pero el juzgado llamó a una mejora de oferta con la intención de vender al jugador, cosa que se termina realizando los primeros días de marzo. concretando finalmente la venta en U$D 620.000 por el 50% del pase. Desde el punto de vista deportivo, en la temporada en Ferro disputó 23 partidos en los que convirtió 6 goles.

### Lanús
Tras la polémica se confirma su llegada al Granate para disputar lo que restaba del Campeonato de Primera División 2012-13. Debutó allí el 13 de abril de 2013, en la victoria de Lanús a All Boys por 2 a 1, ingresando desde el banco de suplentes. Su debut como titular se dio algunos días más tarde, el 17 de abril, en el cotejo que animaron por la Copa Argentina 2012-13 Atlético Rafaela y Lanús. También en esta temporada se produce su debut en competencias internacionales al ingresar a los 30 minutos del segundo tiempo de los octavos de final de la Copa Sudamericana 2013 en lugar de Melano.
En total disputó 13 partidos en los que no convirtió goles. De cara al Campeonato de Primera División 2013-14 realizó la pretemporada y debutó en la sexta fecha al ingresar en lugar de Lucas Melano contra Racing Club. Debuta en la Copa Libertadores 2014 en la primera fecha de la primera fase. Termina disputando 30 partidos en los que convirtió 6 goles y recibió 65 tarjetas amarillas en 1834 minutos disputados.

### Johor Darul Takzim FC
Pereyra Díaz firmó un contrato de tres años con el equipo Johor Darul Ta'zim de la Superliga de Malasia en mayo de 2014. Se rumoreaba que la tarifa de transferencia era de 2 millones de dólares. Debutó como suplente en el partido de ida de la semifinal de la Copa FA de Malasia ante el Pahang FA. El 20 de mayo de 2014, anotó un doblete para ayudar a Johor Darul Takzim a remontar un 0-2 en contra para ganar 3-2 contra LionsXII en el Estadio Jalan Besar. Terminó la temporada con 15 goles en 29 partidos de liga. Durante la temporada 2015, marcó dos goles contra el Ayeyawady United en la victoria por 5-0 durante la Copa AFC. El 12 de julio de 2015, Pereyra Díaz fue cedido a Independiente.

### Independiente
En julio del 2015 se confirma su llegada a préstamo con cargo y con opción de compra por 6 meses para disputar el segundo tramo del Campeonato de Primera División 2015. Debuta en el Rojo en la decimonovena fecha contra Colón de Santa Fe al ingresar a los 30 del segundo tiempo en lugar de Matías Pisano. En total disputa 7 partidos sin convertir ningún gol y al finalizar el préstamo el club no ejecutó la opción de compra por lo que debía retornar al dueño del pase.

### Johor Darul Takzim FC
Después de su cesión con Independiente, Pereyra Díaz regresó a JDT para la temporada 2016 de la Superliga de Malasia. El 2 de febrero de 2016, hizo su debut en 2016 durante el desempate de clasificación de la Liga de Campeones de la AFC de 2016 contra el Muangthong United, donde el JDT fue derrotado 0-3 en los penaltis y Díaz falló el primer penalti. Hizo su debut en la Superliga de Malasia de 2016 en un empate 1-1 contra Selangor FA, donde JDT levantó su tercera Copa Sultan Haji Ahmad Shah después de ganar en los penaltis (7-6 p). El 16 de febrero de 2016, Pereyra Díaz anotó su primer gol de la temporada en la Superliga de Malasia en la victoria por 2-0 contra el T-Team FC. También contribuyó con un gol y 2 asistencias durante la victoria de JDT por 8-2 contra el Ayeyawady United en la fase de grupos de la Copa AFC de 2016.

### León
El 21 de enero de 2017, Jorge Pereyra Díaz se unió al Club León de la Liga MX cedido por JDT. Pereyra Díaz debutó con el club ante el Atlas F.C. entrando en sustitución en el minuto 59 de Germán Cano. El 13 de agosto de 2017, Pereyra Díaz anotó su primer gol con el club ante el Club Necaxa.

### Johor Darul Takzim FC
Pereyra Díaz regresa a la JDT tras su cesión por el León. El 3 de febrero de 2018, Pereyra Díaz hizo su debut en la Superliga de Malasia de 2018 en una victoria por 2-1 contra el Kedah Darul Aman FC. El 6 de febrero de 2018, Pereyra Díaz marcó su primer gol de la temporada 2018 ante el Perak FA II. El 9 de mayo de 2018, Pereyra Díaz rescindió su contrato con JDT.

### Lanús
El 23 de mayo de 2018, Pereyra Díaz regresó a su antiguo club, el Atlético Lanús, para la Primera División argentina 2018-19.

### Bolívar
El 31 de diciembre de 2018 es fichado por el club Bolívar. Debutó el 23 de enero de 2019 como suplente en el partido contra Defensor Sporting por Copa Libertadores, a pesar de su brillante debut con un doblete no pudo salir victorioso y su equipo cayó 4 a 2.

### San Marcos de Arica
El 26 de noviembre de 2020, Pereyra Díaz fichó por el club chileno San Marcos para la temporada 2020 de la Primera B de Chile.

### Platense
El 11 de febrero del 2021 se confirma su llegada a Platense para disputar el Campeonato de Primera División 2021. Debuta en la segunda fecha de la Copa de la Liga Profesional 2021 el 21 de febrero al ingresar a los 11 minutos del segundo tiempo en lugar de Matías Tissera y termina convirtiendo el único gol del partido a los 38 minutos del segundo tiempo. En total disputó 12 partidos en los que convirtió 2 goles.

### Kerala Blasters
El 27 de agosto de 2021 se confirma la cesión hasta el 30 de junio del 2022 al Kerala, previa renovación del contrato con el calamar hasta el 31 de diciembre del 2022. Hizo su debut el 19 de noviembre en la primera fecha de la Superliga de India 2021-22 contra el ATK Mohun Bagan FC, donde marcó su gol de debut, pero los Blasters sufrieron una derrota por 4-2. Volvió a marcar en el partido contra el último campeón, Mumbai City FC, el 19 de diciembre de penal en el minuto 51. Pereyra Díaz anotó nuevamente en el siguiente partido contra Chennaiyin FC el 22 de diciembre.  Marcó su cuarto gol de la temporada contra NorthEast United FC el 4 de febrero de 2022.  Después del partido de los Blasters contra ATK Mohun Bagan el 23 de febrero, Pereyra Díaz recibió una tarjeta roja directa luego de ser sustituido. Fue acusado por el Comité Disciplinario de la Federación India de Fútbol por “conducta violenta”. Fue procesado por violar el artículo 48.1.2 del Código Disciplinario AIFF mencionando que 'rompió el panel del dugout, un acto de conducta violenta'. He was then given a one-game ban. Luego se le impuso una prohibición de un juego. Díaz regresó después de la suspensión de un partido el 26 de febrero para jugar contra Chennaiyin, donde anotó un doblete. En el partido de los Blasters contra el FC Goa el 6 de marzo, Díaz anotó otro doblete. En total disputó 21 partidos en los que convirtió 8 goles.

### Mumbai City FC
El riojano jugará su segunda temporada consecutiva en el Fútbol de la India, pero esta vez lo hará en el Mumbai City FC donde firma contrato hasta mayo del 2023. Realiza su debut en la Copa Durand como titular el 18 de agosto, en este partido no convierte goles, pero su primer gol no tardaría en llegar, en el partido siguiente convierte por primera vez.

## Estadísticas
Actualizado al 12 de marzo de 2023

| Ferro Argentina | 2.ª                      | 2008-09                  | 4   | 0  | —  | —  | —  | —  | 4   | 0   | 0    |
| Ferro Argentina | 2.ª                      | 2009-10                  | 1   | 0  | —  | —  | —  | —  | 1   | 0   | 0    |
| Ferro Argentina | 2.ª                      | 2010-11                  | 22  | 5  | —  | —  | —  | —  | 22  | 5   | 0.23 |
| Ferro Argentina | 2.ª                      | 2011-12                  | 36  | 4  | 1  | 0  | —  | —  | 37  | 4   | 0.11 |
| Ferro Argentina | 2.ª                      | 2012-13                  | 23  | 6  | —  | —  | —  | —  | 23  | 6   | 0.26 |
| Ferro Argentina | Total                    | Total                    | 86  | 15 | 1  | 0  | 0  | 0  | 87  | 15  | 0.17 |
| Lanús Argentina | 1.ª                      | 2012-13                  | 6   | 0  | 1  | 0  | 6  | 0  | 13  | 0   | 0    |
| Lanús Argentina | 1.ª                      | 2013-14                  | 25  | 5  | 0  | 0  | 5  | 1  | 30  | 6   | 0.2  |
| Lanús Argentina | Total                    | Total                    | 31  | 5  | 1  | 0  | 11 | 1  | 43  | 6   | 0.14 |
| Johor Darul Takzim Malasia | 1.ª                      | 2014                     | 19  | 8  | 8  | 8  | 0  | 0  | 27  | 16  | 0.59 |
| Johor Darul Takzim Malasia | 1.ª                      | 2015                     | 4   | 0  | 0  | 0  | 3  | 2  | 7   | 2   | 0.29 |
| Johor Darul Takzim Malasia | Total                    | Total                    | 23  | 8  | 8  | 8  | 3  | 2  | 34  | 18  | 0.53 |
| Independiente Argentina | 1.ª                      | 2015                     | 6   | 0  | 0  | 0  | 1  | 0  | 7   | 0   | 0    |
| Independiente Argentina | Total                    | Total                    | 6   | 0  | 0  | 0  | 1  | 0  | 7   | 0   | 0    |
| Johor Darul Takzim Malasia | 1.ª                      | 2016                     | 22  | 18 | 7  | 8  | 9  | 6  | 38  | 32  | 0.84 |
| Johor Darul Takzim Malasia | Total                    | Total                    | 22  | 8  | 7  | 8  | 9  | 6  | 38  | 32  | 0.84 |
| Club León · México | 1.ª                      | 2016-17                  | 4   | 0  | 3  | 0  | —  | —  | 7   | 0   | 0    |
| Club León · México | 1.ª                      | 2017-18                  | 9   | 1  | 1  | 2  | —  | —  | 10  | 3   | 0.3  |
| Club León · México | Total                    | Total                    | 13  | 1  | 4  | 2  | 0  | 0  | 17  | 3   | 0.18 |
| Johor Darul Takzim Malasia | 1.ª                      | 2018                     | 4   | 2  | 0  | 0  | 2  | 3  | 6   | 5   | 0.83 |
| Johor Darul Takzim Malasia | Total                    | Total                    | 4   | 2  | 0  | 0  | 2  | 3  | 6   | 5   | 0.83 |
| Total Johor Darul Takzim | Total Johor Darul Takzim | Total Johor Darul Takzim | 49  | 20 | 15 | 16 | 13 | 11 | 77  | 47  | 0.61 |
| Lanús Argentina | 1.ª                      | 2018-19                  | 11  | 0  | 2  | 0  | —  | —  | 13  | 0   | 0    |
| Lanús Argentina | Total                    | Total                    | 11  | 0  | 2  | 0  | 0  | 0  | 13  | 0   | 0    |
| Total Lanús | Total Lanús              | Total Lanús              | 42  | 5  | 3  | 0  | 11 | 1  | 53  | 6   | 0.11 |
| Bolívar · Bolivia | 1.ª                      | 2019                     | 35  | 19 | 0  | 0  | 2  | 2  | 37  | 21  | 0.57 |
| Bolívar · Bolivia | 1.ª                      | 2020                     | 6   | 0  | 0  | 0  | 1  | 0  | 7   | 0   | 0    |
| Bolívar · Bolivia | Total                    | Total                    | 41  | 19 | 0  | 0  | 3  | 2  | 44  | 21  | 0.48 |
| San Marcos de Arica · Chile | 2.ª                      | 2020                     | 7   | 2  | —  | —  | —  | —  | 7   | 2   | 0.29 |
| San Marcos de Arica · Chile | Total                    | Total                    | 7   | 2  | 0  | 0  | 0  | 0  | 7   | 2   | 0.29 |
| Platense Argentina | 1.ª                      | 2021                     | 5   | 0  | 7  | 2  | —  | —  | 12  | 2   | 0.17 |
| Platense Argentina | Total                    | Total                    | 5   | 0  | 7  | 2  | 0  | 0  | 12  | 2   | 0.17 |
| Kerala Blasters India | 1.ª                      | 2021-22                  | 21  | 8  | 0  | 0  | —  | —  | 21  | 8   | 0.38 |
| Kerala Blasters India | Total                    | Total                    | 21  | 8  | 0  | 0  | 0  | 0  | 21  | 8   | 0.38 |
| Mumbai City FC India | 1.ª                      | 2022-23                  | 20  | 11 | 4  | 1  | —  | —  | 24  | 12  | 0.5  |
| Mumbai City FC India | Total                    | Total                    | 20  | 11 | 4  | 1  | 0  | 0  | 24  | 12  | 0.5  |
| Total carrera | Total carrera            | Total carrera            | 290 | 89 | 34 | 21 | 29 | 14 | 353 | 124 | 0.35 |
| (1) La copa nacional se refiere a la Copa Argentina, Supercopa Argentina y Copa Durand. (2) La copa internacional se refiere a la Copa Sudamericana, Recopa Sudamericana, Copa Libertadores y Copa Suruga Bank. |                          |                          |     |    |    |    |    |    |     |     |      |

## Palmarés

### Títulos nacionales
| Título                 | Club                  | País    | Año    |
| ---------------------- | --------------------- | ------- | ------ |
| Superliga              | Johor Darul Takzim FC | Malasia | 2014   |
| Superliga              | Johor Darul Takzim FC | Malasia | 2015   |
| Malasia Charity Shield | Johor Darul Takzim FC | Malasia | 2015   |
| Superliga              | Johor Darul Takzim FC | Malasia | 2016   |
| Copa FA Malasia        | Johor Darul Takzim FC | Malasia | 2016   |
| Malasia Charity Shield | Johor Darul Takzim FC | Malasia | 2016   |
| Primera División       | Bolívar               | Bolivia | A-2019 |

### Títulos internacionales
| Título            | Club  | País      | Edición |
| ----------------- | ----- | --------- | ------- |
| Copa Sudamericana | Lanús | Argentina | 2013    |

## Vida privada
En su juventud en La Rioja practicaba fútbol y básquet, siendo este un deporte que le gustaba mucho y en el que se desempeñaba como base siendo su fuerte los triples. Hincha de River por su tío Carlos. Pero ya de más grande, a los 12, tomó la decisión más difícil de su vida deportiva. "Era un chico común. Iba al colegio aunque no me gustaba mucho estudiar... Porque yo quería era jugar al fútbol y al básquet. Me la pasaba de una cancha a la otra, hasta que un día el cuerpo no me dio más, estaba agotado de tanto deporte, y tuve que decidirme. Por suerte me quedé con el fútbol". También tiene como hobbie la cocina.